# Astronesthes cyaneus
Astronesthes cyaneus är en fiskart som först beskrevs av Brauer 1902.  Astronesthes cyaneus ingår i släktet Astronesthes och familjen Stomiidae. Inga underarter finns listade.

## Bildgalleri

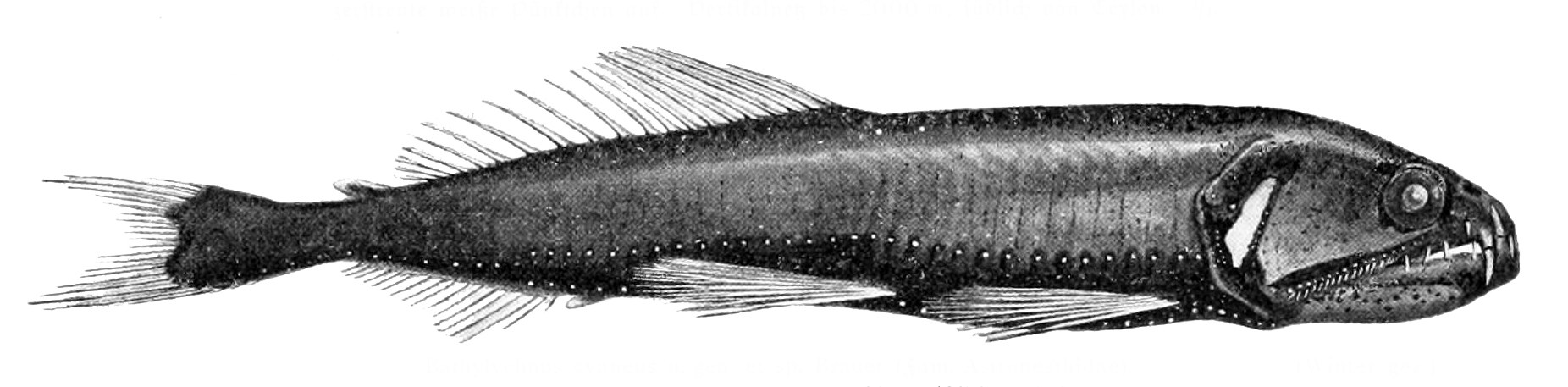